# Milton (condado de Buffalo, Wisconsin)
Milton es un pueblo ubicado en el condado de Buffalo en el estado estadounidense de Wisconsin. En el Censo de 2010 tenía una población de 534 habitantes y una densidad poblacional de 6,98 personas por km².

## Geografía
Milton se encuentra ubicado en las coordenadas 44°10′33″N 91°45′22″O / 44.17583, -91.75611. Según la Oficina del Censo de los Estados Unidos, Milton tiene una superficie total de 76.51 km², de la cual 56.23 km² corresponden a tierra firme y (26.51%) 20.28 km² es agua.

## Demografía
Según el censo de 2010, había 534 personas residiendo en Milton. La densidad de población era de 6,98 hab./km². De los 534 habitantes, Milton estaba compuesto por el 97.94% blancos, el 0.94% eran afroamericanos, el 0% eran amerindios, el 0% eran asiáticos, el 0% eran isleños del Pacífico, el 0.94% eran de otras razas y el 0.19% pertenecían a dos o más razas. Del total de la población el 1.5% eran hispanos o latinos de cualquier raza.